# Debütantin

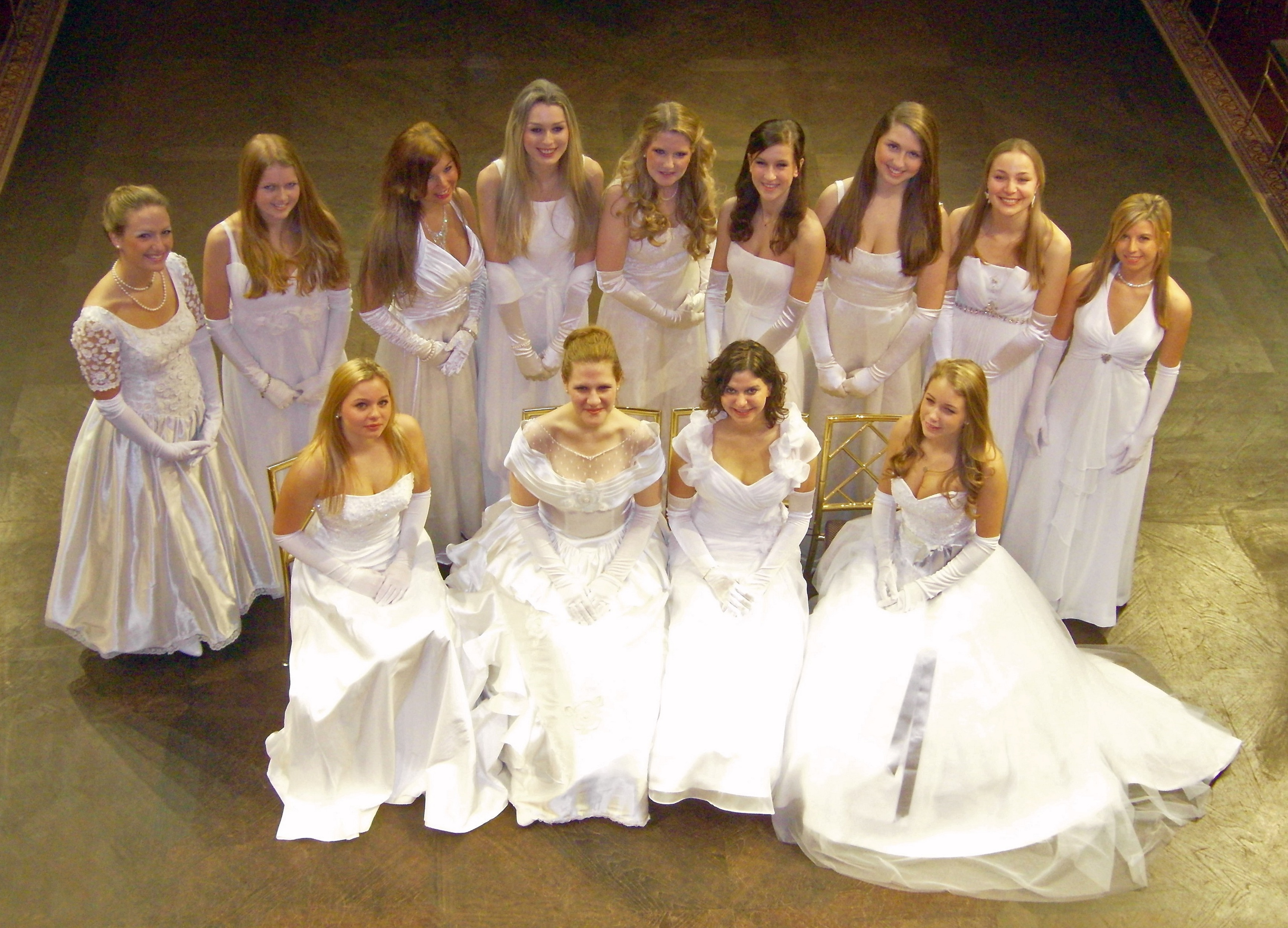
Debütantinnen beim Chrysanthemenball (2012)

Als Debütantin bezeichnet man eine Frau, die „in die Gesellschaft eingeführt wird“, abgeleitet von „Debüt“ (erstes öffentliches Auftreten), von französisch début („Anfang, erster Versuch“).

## Geschichte
Der Brauch der förmlichen Einführung in die Gesellschaft stammt aus Großbritannien, wo die Töchter der Aristokratie im Alter von 18 Jahren von ihren Eltern oder Bekannten der Familie bei Hofe dem König bzw. der Königin offiziell vorgestellt wurden. Die Präsentation geschah im Rahmen eines festlichen Balls, einer Veranstaltung der höchsten Gesellschaftsschicht, und bedeutete gleichzeitig die Eröffnung der alljährlichen Ballsaison. Die jungen Damen galten von diesem Moment an gesellschaftlich als heiratsfähig.
Diese Tradition der Vorstellung bei Hofe fand in London letztmals 1958 statt; danach erklärte Königin Elisabeth II. die Vorstellung bei Hofe als nicht mehr zeitgemäß.

## Debütantinnenball
Die Tradition der Bälle hat allerdings weitere Verbreitung gefunden. Der berühmteste Europas, der Wiener Opernball, findet in der Wiener Staatsoper statt. Traditionell werden in Europa bei diesen Veranstaltungen von den Debütantinnen helle Kleider und lange weiße Handschuhe getragen. Begleitet werden sie von eigens dafür engagierten, also platonischen Partnern. So werden in Budapest zum Beispiel die Debütantinnen von Kadetten der Budapester Offiziersschule auf das Parkett geführt.
Besonders verbreitet sind Debütantinnenbälle in Österreich, den Vereinigten Staaten und in Australien. In den USA kennt inzwischen jede größere Stadt einen alljährlichen Debütantinnenball. Einer der prachtvollsten Debütantinnenbälle findet in der texanisch-mexikanischen Grenzstadt Laredo statt. Dieser „Kolonialball“ folgt den strengen, alten Regeln und wird in historischen Kostümen getanzt. Dieses historische Spektakel wird seit 1898 am Geburtstag von George Washington gefeiert und seit 1939 von der „Martha-Washington-Gesellschaft“ organisiert. In Australien werden Debütantinnenbälle von den High Schools organisiert.
Eröffnet wird ein solcher Ball traditionell von einer Polonaise der Debütantinnen, an die sich ein Wiener Walzer anschließt. Der eigentliche Tanz der Debütantinnen ist der Cotillon, bei dem ihnen ursprünglich von ihren jeweiligen Tanzpartnern ein spezielles Blumenbouquet überreicht wurde. In den USA nennt man daher einen Debütantinnenball auch Cotillon.
Vor allem in den USA machten immer wieder Debütantinnen als „glamour girls“ ihrer Generation Karriere wie z. B. Barbara Hutton (1931), Brenda Frazier (1938), Jacqueline Bouvier – die spätere Jackie Kennedy Onassis (1947) – und Charlotte Ford (1959).

## Berühmte Debütantinnenbälle
- International Debutante Ball im Waldorf Astoria in New York City (seit 1954)
- Semperopernball in Dresden (1925–1939 und seit 2006)
- Chrysanthemenball in München (seit 1925)
- Kaiserball in Zürich (seit 1956)
- Bal des débutantes in Paris (seit 1992)
- Opernball in Budapest (1886–1934 und seit 1996)
- Wiener Kaffeesiederball (in Kooperation mit der Wiener Tanzschule Elmayer)
- Wiener Opernball (1935–1939 und seit 1956)
- Kolonialball in Laredo (seit 1898)

## Debütanten
Da man nur bei Hofe im originären Sinn debütieren kann, gibt es in Wien keine Debütanten, sondern das Jungdamen- und Jungherrenkomitee. So sind beide Geschlechter in Wien beim „Debüt“ vollkommen gleichberechtigt und die Frage, ob es männliche Debütanten gibt, hat sich am Wiener Opernball erledigt.
Auf dem Gala-Ball der Münchner Faschingsgesellschaft Narrhalla gibt es sowohl weibliche als auch männliche Debütanten. Beim Kaiserball in Zürich gibt es heute ebenfalls ganz offiziell männliche Debütanten.

## In der Kunst
Auf Theater- oder Konzertbühnen ist ein Debütant bzw. eine Debütantin eine Person, die eine Antrittsrolle oder -konzert gibt. Damit kann sowohl das definitiv erste öffentliche Auftreten gemeint sein, als auch später der jeweils erste Auftritt in einer Rolle oder an einem bestimmten Theater. Auch Belletristik-Autoren, die ihr erstes Buch vorlegen, bezeichnet man als Debütanten und das Werk z. B. als Debütroman und den Vorgang als Romandebüt.

## Umgangssprachlich
Im umgangssprachlichen Gebrauch wird eine Frau, die etwas zum ersten Mal macht oder machen wird, als Debütantin bezeichnet, vor allem in künstlerischen Berufen (Tanz, Schauspiel, Musik). In jüngerer Zeit taucht das Wort auch häufiger im Zusammenhang mit Sportveranstaltungen auf.